# Biskowice (hromada)
Biskowice – hromada terytorialna w rejonie samborskim obwodu lwowskiego Ukrainy. Siedzibą hromady są Biskowice.
Hromadę utworzono 10 sierpnia 2015 roku w ramach reformy decentralizacji. W jej skład weszły miejscowości z dotychczasowych rad: Biskowice, Wykoty, Pianowice. W 2020 roku dołączyły miejscowości z kolejnych dotychczasowych silskich rad: Werchiwci, Wola Baraniecka, Wojutycze, Lutowiska, Sadkowice, Sąsiadowice.

## Miejscowości hromady
W skład hromady wchodzi 32 miejscowości:

- Biskowice – centrum hromady
- Barańczyce
- Barańczyce Małe
- Brześciany
- Bylice
- Bukowa
- Jaz
- Kolonia
- Kopań
- Kraśnica
- Lutowiska
- Łanowice
- Maksymowice
- Mała Werbiwka
- Miżhajci
- Nadyby
- Pianowice
- Rakowa
- Rogóźno
- Rudnia
- Sadkowice
- Sąsiadowice
- Tyrawa
- Werchiwci
- Werbiwka
- Władypol
- Wojutycze
- Wola Baraniecka
- Wolica
- Wykoty
- Zarzecze
- Zarzecze